# Sokrates Plaka
Sokrates Plaka, también referido como Sócrates Plaka o Sokrat Plaka (Fier, 1932 - Tirana, 2010) fue un político y diplomático albanés en la época de la República Popular Socialista de Albania.

## Biografía
Sokrates Plaka nació en 1932 en la localidad albanesa de Fier, entonces parte del Reino de Albania.
Estudió diplomacia en la Universidad Estatal de Moscú de Relaciones Internacionales, adscrita a la Universidad Estatal de Moscú M. V. Lomonósov.
En su faceta de embajador, recorrió un largo camino desde sus primeros puestos de poca relevancia hasta llegar a ser uno de los embajadores de primer orden del régimen comunista albano. Tras trabajar en el Ministerio de Relaciones Exteriores, fue embajador de Albania en Yugoslavia durante la década de 1980, destino durante el cual trabajó con el embajador español Fernando Olivié para establecer las relaciones hispano-albanesas, que durante cuatro décadas fueron inexistentes, tensas y hasta hostiles.
Junto a este destino, llegó a ostentar el cargo de viceministro de exteriores de Albania, cargo con el que le llegó la noticia de la muerte de Enver Hoxha. También se dedicó a fortalecer las relaciones diplomáticas de Albania con la República Helénica y con la República de Turquía, unas relaciones tensas entre las partes por la reciente Operación Atila la década anterior.
Como viceministro de exteriores, también fue el primero en tener en sus manos el artículo que supondría el escándalo de la chica de Saranda: Un artículo relatando las vivencias de un turista sueco en la ciudad albanesa de Saranda publicado en el número 10 de 1988 de la revista sueca Stop Weekend titulada en sueco ¡Una noche de fuego con Ana, empleada de un hotel en Saranda!. El artículo, que describía con detalle como el turista había pasado la noche entera con Ana, terminaba con una frase que decía «Albania, ¡el lugar donde las chicas están calientes como lava!», lo cual provocó un escándalo para las autoridades del aún país más hermético de Europa. Tras Plaka, al que le llegó de la embajada de Albania en Estocolmo (Suecia), el escrito llegó a manos de Simon Stefani, ministro del Interior, que ordenó a su asistente personal, Ziliftar Ramizi (jefe de los cuerpos de seguridad), que removiese todos los hilos para dar con la chica, la cual nunca pudo ser identificada.
En 1993, ya en el nuevo régimen de la República de Albania con el Partido Democrático gobernando y siendo él miembro del nuevo Partido Socalista, fue arrestado el mismo día que Fatos Nano y acusado de malversar 8,4 millones de dólares estadounidenses de fondos humanitarios recibidos en 1991, su último año como viceministro de exteriores.
En sus últimos años, tuvo una enfermedad que le afectó enormemente, aunque una primera vez pudo ser curado en Ginebra (Suiza) por intermediación de un conocido suyo, Alfred Papuçiu, finalmente sucumbiría a esta en 2010.